# 33561 Brianjasondu
33561 Brianjasondu è un asteroide della fascia principale. Scoperto nel 1999, presenta un'orbita caratterizzata da un semiasse maggiore pari a 2,3787268 UA e da un'eccentricità di 0,1739369, inclinata di 3,69782° rispetto all'eclittica.